# Golden Gala Pietro Mennea 2014
Il Golden Gala Pietro Mennea 2014 è stata la 34ª edizione dell'annuale meeting di atletica leggera, quarta tappa del circuito IAAF Diamond League 2014. Le competizioni hanno avuto luogo presso lo stadio Olimpico di Roma il 5 giugno 2014

## Risultati
Di seguito i primi tre classificati di ogni specialità.

### Uomini
| Specialità       | 1º classificato    | Prestazione | 2º classificato     | Prestazione | 3º classificato    | Prestazione |
| 100 m            | Justin Gatlin      | 9"91        | Nesta Carter        | 10"02       | Adam Gemili        | 10"07       |
| 200 m            | Alonso Edward      | 20"19       | Christophe Lemaitre | 20"24       | Curtis Mitchell    | 20"46       |
| 400 m            | LaShawn Merritt    | 44"48       | Youssef Masrahi     | 45"14       | David Verburg      | 45"18       |
| 800 m            | Mohammed Aman      | 1'44"24     | Abubaker Kaki       | 1'44"57     | Marcin Lewandowski | 1'44"60     |
| 1500 m           | Silas Kiplagat     | 3'30"44     | Ayanleh Souleiman   | 3'31"19     | Asbel Kiprop       | 3'31"89     |
| 3000 m siepi     | Jairus Kipchoge    | 8'06"20     | Paul Kipsiele Koech | 8'10"53     | Brimin Kipruto     | 8'11"39     |
| Salto in alto    | Mutaz Essa Barshim | 2,41 m =    | Bohdan Bondarenko   | 2,34 m      | Erik Kynard        | 2,31 m      |
| Salto triplo     | Will Claye         | 17,14 m     | Christian Taylor    | 17,11 m     | Lázaro Martínez    | 17,07 m     |
| Lancio del disco | Robert Harting     | 68,36 m     | Piotr Małachowski   | 65,86 m     | Viktor Butenko     | 64,87 m     |

     Prestazione che stabilisce il nuovo record del meeting.

### Donne
| Specialità             | 1º classificato   | Prestazione | 2º classificato     | Prestazione | 3º classificato   | Prestazione |
| 100 m                  | Tori Bowie        | 11"05       | Kerron Stewart      | 11"08       | Simone Facey      | 11"13       |
| 800 m                  | Eunice Sum        | 1'59"49     | Sahily Diago        | 2'00"01     | Ajee Wilson       | 2'00"18     |
| 5000 m                 | Genzebe Dibaba    | 14'34"99    | Almaz Ayana         | 14'37"16    | Viola Kibiwot     | 14'40"05    |
| 100 m hs               | Brianna Rollins   | 12"53       | Dawn Harper-Nelson  | 12"54       | Queen Harrison    | 12"61       |
| 400 m hs               | Kaliese Spencer   | 53"97       | Georganne Moline    | 54"56       | Eilidh Child      | 54"82       |
| Salto con l'asta       | Yarisley Silva    | 4,70 m      | Lisa Ryzih          | 4,60 m      | Silke Spiegelburg | 4,50 m      |
| Salto triplo           | Caterine Ibargüen | 14,48 m     | Ekaterina Koneva    | 14,42 m     | Mabel Gay         | 14,38 m     |
| Getto del peso         | Valerie Adams     | 20,01 m     | Christina Schwanitz | 19,60 m     | Gong Lijiao       | 19,17 m     |
| Lancio del giavellotto | Barbora Špotáková | 66,43 m     | Martina Ratej       | 63,12 m     | Kimberley Mickle  | 63,05 m     |

     Prestazione che stabilisce il nuovo record del meeting.